# Ai Tatsuya
Tatsuya Ai (sinh ngày 17 tháng 4 năm 1968) là một cầu thủ bóng đá người Nhật Bản.

## Sự nghiệp câu lạc bộ
Tatsuya Ai đã từng chơi cho Yokohama Marinos, Otsuka Pharmaceutical, Denso và Ventforet Kofu.